# فاکسراک
شهر فاکسراک (به انگلیسی: Foxrock) با جمعیت ۱۱٫۵۵۶ نفر در شهرستان دوبلین در کشور جمهوری ایرلند واقع شده‌است.